# Corte costituzionale
Una corte costituzionale (o anche tribunale costituzionale e consiglio costituzionale) è un organo costituzionale cui è attribuito, tra gli altri, il compito di verificare la conformità di una legge ordinaria alla costituzione.

## Storia
Nell'età moderna la costituzione napoletana del 1799, redatta dal giurista Mario Pagano, fu la prima a prevedere un controllo di costituzionalità delle leggi, posto in capo agli Efori. Un esempio interessante del riconoscimento dell'esigenza di giustizia costituzionale è offerto dalla Corte suprema degli Stati Uniti, che (pur non avendo tra i propri compiti il controllo della legittimità costituzionale) nella sentenza del giudice Marshall del 1803 Marbury contro Madison affermava che:
(Dalla sentenza Marbury contro Madison della Corte suprema degli Stati Uniti d'America)
Numerose costituzioni del secondo dopoguerra attribuiscono alla competenza di corti costituzionali anche la risoluzione dei conflitti tra gli organi e i poteri dello Stato.

## Descrizione

### Funzioni
Le corti costituzionali o, in generale, gli organi che esercitano la giustizia costituzionale, svolgono la funzione fondamentale di garantire l'applicazione dei principi e articoli della costituzione all'interno di un dato ordinamento giuridico.
Alle corti costituzionali sono affidate funzioni di controllo della conformità formale e sostanziale alle disposizioni della costituzione degli atti degli organi di indirizzo politico (principalmente: parlamento e governo).
Le corti costituzionali di alcuni ordinamenti europei conoscono anche "strumenti di risoluzione delle «controversie costituzionali» assimilabili ai nostri conflitti di attribuzione. In particolar modo, paiono significative le esperienze «costituzionali» degli ordinamenti tedesco e spagnolo. La giurisprudenza del Bundesverfassungsgericht, «in un sistema di giustizia costituzionale che si direbbe non completamente incentrato nel sindacato incidentale», ha più volte statuito che anche la legge ed altri atti normativi (specialmente i regolamenti parlamentari) possono dare origine ad una controversia tra organi costituzionali, ritenendo di non poter richiamarsi all'esperibilità di altre vie processuali per giungere allo stesso risultato. Ciò che la Corte costituzionale italiana ha, viceversa, fatto per anni. In Spagna, addirittura, l'unico conflitto verificatosi, intervenuto tra potere giudiziario e legislativo, aveva tratto origine dall'approvazione di una legge, la Legge organica sul potere giudiziario.".

### Inappellabilità
Le decisioni di questo tipo di organi sono usualmente finali e, quindi, inappellabili. Helmut Ridder, costituzionalista tedesco, rese tale principio richiamando il brocardo latino Roma locuta, causa finita, «per descrivere l'efficacia delle sentenze del Bundesverfassungsgericht e corrisponde, d'altra parte, all'articolo 137, comma 3 della Costituzione della Repubblica italiana, secondo cui “contro le decisioni della Corte costituzionale non è ammessa alcuna impugnazione”, previsione da tutti rispettata».

## Nel mondo
- Corte costituzionale della Repubblica d'Albania
- Corte costituzionale ( in tedesco: Verfassungsgerichtshof, Austria)
- Corte costituzionale (in olandese: Grondwettelijk Hof, in francese: Cour Constitutionnelle, Belgio)
- Corte costituzionale della Bielorussia
- Supremo tribunale federale (Brasile)
- Corte costituzionale della Corea (Corea del Sud)
- Consiglio costituzionale (Francia)
- Corte costituzionale federale (Germania)
- Consiglio dei Guardiani della Costituzione (Iran)
- Corte costituzionale
- Corte costituzionale della Repubblica di Lituania
- Corte costituzionale della Repubblica di Moldavia
- Tribunale costituzionale della Repubblica di Polonia
- Corte costituzionale della Romania
- Tribunale costituzionale della Spagna
- Corte costituzionale del Sudafrica
- Corte costituzionale dell'Ucraina
- Corte costituzionale della Thailandia
- Corte costituzionale della Turchia

### Stati Uniti d'America
Negli Stati Uniti d'America le funzioni della Corte costituzionale sono attribuite alla Corte suprema, che svolge anche le funzioni della Corte suprema di cassazione italiana.